# Мартіна Мюллер
Мартіна Мюллер (нім. Martina Müller-Skibbe; нар. 11 жовтня 1982)  — колишня професійна німецька тенісистка . 
Найвищу одиночну позицію рейтингу WTA — ранг 33 досягнула 2 квітня 2007 року.

## Фінали турнірів WTA

### Одиночний розряд 2 (1-1)
| Легенда: до 2009              | Легенда: починаючи з 2009 |
| ----------------------------- | ------------------------- |
| Турніри Великого шолома (0–0) |                           |
| WTA Championships (0–0)       |                           |
| Tier I (0–0)                  | Premier Mandatory (0–0)   |
| Tier II (0–0)                 | Premier 5 (0–0)           |
| Tier III (0–0)                | Premier (0–0)             |
| Tier IV & V (1–1)             | International (0–0)       |

| Результат | Ранг | Дата           | Турнір                                                | Покриття | Партнер         | Опонент in the final |
| Перемога  | 1.   | 21 квітня 2002 | Hungarian Ladies Open, Угорщина                       | Ґрунт    | Міріам Казанова | 6–2, 3–6, 6–4        |
| Поразка   | 1.   | 16 липня 2007  | Internazionali Femminili di Tennis di Palermo, Італія | Ґрунт    | Агнеш Савай     | 0–6, 1–6             |

### Парний розряд: 5 (1–4)
| Легенда: до 2009              | Легенда: починаючи з 2009 |
| ----------------------------- | ------------------------- |
| Турніри Великого шолома (0–0) |                           |
| WTA Championships (0–0)       |                           |
| Tier I (0–0)                  | Premier Mandatory (0–0)   |
| Tier II (0–0)                 | Premier 5 (0–0)           |
| Tier III (0–3)                | Premier (0–0)             |
| Tier IV & V (1–1)             | International (0–0)       |

| Результат | Ранг | Дата           | Турнір                                        | Покриття | Партнер              | Опоненти                           | Рахунок       |
| --------- | ---- | -------------- | --------------------------------------------- | -------- | -------------------- | ---------------------------------- | ------------- |
| Перемога  | 1.   | 17 червня 2002 | Гертогенбос, Нідерландські Антильські острови | Трава    | Кетрін Берклей       | Б'янка Ламаде Магдалена Малеєва    | 6–4, 7–5      |
| Поразка   | 1.   | 27 травня 2006 | Internationaux de Strasbourg, Франція         | Ґрунт    | Андрея Ехрітт-Ванк   | Лізель Губер Мартіна Навратілова   | 2–6, 6–7(1–7) |
| Поразка   | 2.   | 23 квітня 2007 | Hungarian Ladies Open, Budapest, Угорщина     | Ґрунт    | Габріела Хмелінова   | Агнеш Савай Владіміра Угліржова    | 5–7, 2–6      |
| Поразка   | 3.   | 6 січня 2008   | ASB Classic, Auckland, Нова Зеландія          | Тверде   | Барбора Стрицова     | Лілія Остерло Марія Коритцева      | 3–6, 4–6      |
| Поразка   | 4.   | 23 лютого 2008 | Copa Colsanitas Santander, Колумбія           | Ґрунт    | Єлена Костанич-Тошич | Івета Бенешова Бетані Маттек-Сендс | 3–6, 3–6      |

## Фінали ITF

### Одиночний розряд: 17 (10–7)
| Турніри $100,000 |
| Турніри $75,000  |
| Турніри $50,000  |
| Турніри $25,000  |
| Турніри $10,000  |

| Результат | Ранг | Дата            | Турнір                          | Покриття   | Опонент in the final     | Рахунок            |
| Перемога  | 1.   | 13 червня 1999  | Майнерцгаген, Німеччина         | Ґрунт      | Лідія Штайнбах           | 6–0 6–2            |
| Поразка   | 1.   | 15 серпня 1999  | Rebecq, Бельгія                 | Ґрунт      | Дафне ван де Занде       | 3-6 6-3 4-6        |
| Перемога  | 2.   | 28 січня 2001   | Бостад, Швеція                  | Тверде (i) | Маргіт Рйтель            | 6–2, 6–0           |
| Поразка   | 2.   | 15 квітня 2001  | Сан-Луїс-Потосі (штат), Мексика | Ґрунт      | Марія Елена Камерін      | 4-6 5-7            |
| Поразка   | 3.   | 19 серпня 2001  | Бронкс, США                     | Тверде     | Барбара Шварц            | 7-5 3-6 6-7(3-7)   |
| Перемога  | 3.   | 25 січня 2004   | Гренобль, Франція               | Тверде (i) | Араван Резаї             | 7–5, 6–1           |
| Поразка   | 4.   | 5 квітня 2004   | Патри, Греція                   | Тверде     | Катерина Деголевич       | 4-6 4-6            |
| Перемога  | 4.   | 2 травня 2004   | Таранто, Італія                 | Ґрунт      | Ніна Братчикова          | 6–3, 6–2           |
| Поразка   | 5.   | 20 червня 2004  | Горіція, Італія                 | Ґрунт      | Ваніна Гарсія Сокол      | 1-6 4-6            |
| Перемога  | 5.   | 4 липня 2004    | Штутгарт, Німеччина             | Ґрунт      | Наталі В'єрін            | 6–2, 7–5           |
| Перемога  | 6.   | 17 квітня 2005  | Біарріц, Франція                | Ґрунт      | Тімеа Бачинскі           | 4–6, 7–6(7-2), 6–2 |
| Поразка   | 6.   | 9 квітня 2006   | Афіни, Греція                   | Ґрунт      | Орелі Веді               | 6-4 2-6 4-6        |
| Перемога  | 7.   | 16 квітня 2006  | Чивітавекк'я, Італія            | Ґрунт      | Каролін Возняцкі         | 6–1, 6–1           |
| Перемога  | 8.   | 30 квітня 2006  | Кань-сюр-Мер, Франція           | Ґрунт      | Анастасія Якімова        | 7–6(8-6), 2–6, 6–0 |
| Перемога  | 9.   | 6 серпня 2006   | Баден-Баден, Німеччина          | Ґрунт      | Катержина Богмова (1986) | 6–1, 6–1           |
| Перемога  | 10.  | 17 вересня 2006 | Бордо, Франція                  | Ґрунт      | Сандра Клезель           | 6–3, 6–2           |
| Поразка   | 7.   | 29 липня 2007   | Петанж, Люксембург              | Ґрунт      | Полін Пармантьє          | 1-6 4-6            |